# Barnet Baff
Barnet Baff (n. 1863 – 24 de noviembre del 1914) fue un vendedor avícola en Nueva York quien fue asesinado por el crimen organizado que representaba a su competencia y que extorsionaba $10 por carga de camión de aves para los mercados. Su muerte llevó a una investigación del crimen organizado en Nueva York y llevó a la renuncia del capitán John McClintock.
Joseph Cohen fue arrestado por asesinato en primer grado y Abraham "Abie" Graff fue arrestado por homicido en el juicio ante el juez Tompkins.